# Gmina Jaworze
Die Gmina Jaworze ist eine Landgemeinde im Powiat Bielski der Woiwodschaft Schlesien in Polen. Ihr Sitz ist das gleichnamige Dorf (deutsch Ernsdorf), in dem nahezu alle Einwohner der Gemeinde leben.
Die Gemeinde gehört zur Euroregion Teschener Schlesien.

## Geographie

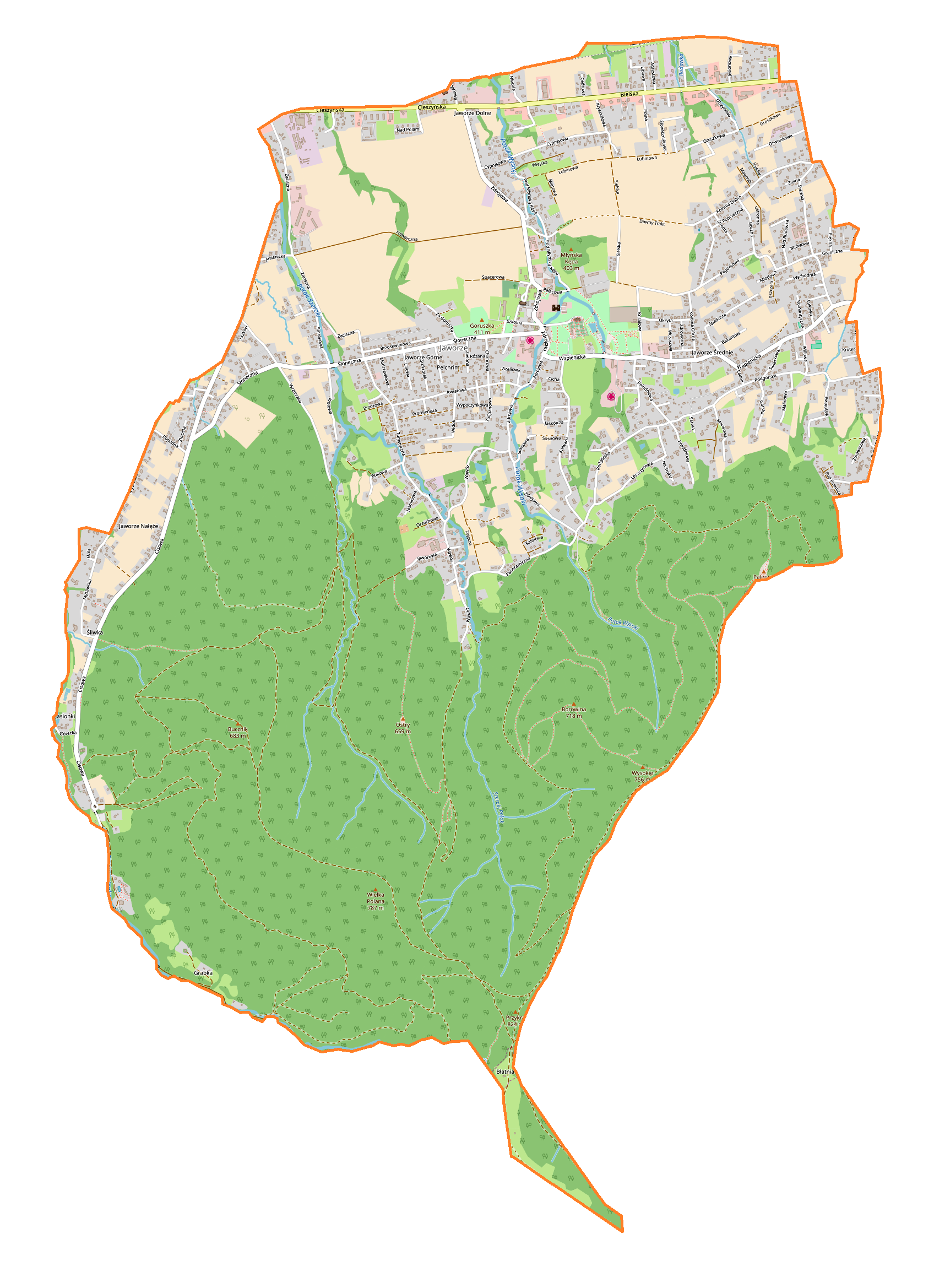
Karte der Gemeinde

Die Gemeinde liegt im Süden der Woiwodschaft und grenzt im Osten an die Kreisstadt Bielsko-Biała. Die weiteren Nachbargemeinden sind Brenna im Süden und Jasienica im Westen und Norden. Katowice liegt etwa 50 Kilometer nördlich.
Die Gemeinde hat eine Fläche von 21,1 km², von der 39 Prozent land- und 51 Prozent forstwirtschaftlich genutzt werden. Die Gegend gehört zum Olsagebiet und dem Schlesischen Vorgebirge (Pogórze Śląskie).

## Geschichte
Die Landgemeinde wurde 1954 in Gromadas aufgelöst und 1973 wieder gebildet. Sie kam 1975 von der Woiwodschaft Katowice (1953–1956 Woiwodschaft Stalinogrodzkie) zur Woiwodschaft Bielsko-Biała, der Powiat wurde aufgelöst. Im Januar 1999 kam sie wieder zum Powiat Bielski und zur Woiwodschaft Schlesien.

## Gliederung
Die Landgemeinde (gmina wiejska) Jaworze besteht aus ihrem Hauptort, der sich in vier Ortsteile gliedert, und einem Weiler:
- Jaworze
  - Jaworze Dolne
  - Jaworze Górne
  - Jaworze Nałęże
  - Jaworze Średnie
- Błatnia (Weiler)

## Politik

### Gemeindevorsteher
An der Spitze der Verwaltung steht der Gemeindevorsteher. Dies war seit 2014 Radosław Ostałkiewicz, der im Mai 2023 bei einem Unfall auf Sardinien verstorben ist. Die turnusmäßige Wahl im April 2024 brachte folgendes Ergebnis:
- Anna Skotnicka-Nędzka (Wahlkomitee „Anna Skotnicka-Nędzka – Jaworze verbindet uns“) 71,1 % der Stimmen
- Leszek Baron (Wahlkomitee „Gemeinsam“) 28,9 % der Stimmen

Damit wurde Anna Skotnicka-Nędzka, die bereits nach dem Tod von Ostałkiewicz zur kommissarischen Gemeindevorsteherin ernannt worden war, im ersten Wahlgang zur neuen Gemeindevorsteherin gewählt.
Bei der turnusmäßigen Wahl im Oktober 2018 wurde Amtsinhaber Radosław Ostałkiewicz ohne Gegenkandidaten mit 93,4 % der Stimmen wiedergewählt.

### Gemeinderat
Der Gemeinderat von Jaworze besteht aus 15 Mitgliedern, die in Einpersonenwahlkreisen gewählt werden. Die Wahl 2024 führte zu folgendem Ergebnis:
- Wahlkomitee „Anna Nędzka-Skotnicka – Jaworze verbindet uns“ 54,0 % der Stimmen, 12 Sitze
- Wahlkomitee „Gemeinsam“ 27,3 % der Stimmen, 1 Sitz
- Wahlkomitee „Mensch und Familie“ 12,3 % der Stimmen, 2 Sitze
- Wahlkomitee „Neues Jaworze 2024“ 6,4 % der Stimmen, kein Sitz

Die Wahl 2018 führte zu folgendem Ergebnis:
- Wahlkomitee „Radosław Ostałkiewicz – Jaworze verbindet uns“ 66,8 % der Stimmen, 14 Sitze
- Wahlkomitee „Unser Haus Jaworze“ 21,4 % der Stimmen, kein Sitz
- Wahlkomitee „Mensch und Familie“ 11,8 % der Stimmen, 1 Sitz